# Fernando de la Puente y Primo de Rivera
Pour les articles homonymes, voir Primo de Rivera.
Fernando de la Puente y Primo de Rivera (né le 28 août 1808 à Cadix en Andalousie, et mort le 12 mars 1867 à Madrid) est un cardinal espagnol du XIXe siècle. 

## Biographie
Fernando de la Puente y Primo de Rivera est notamment auditeur au tribunal suprême de la Rote à la nonciature en Espagne.
Il  est élu évêque de Salamanque en 1852 et promu à l'archiodiocèse de Burgos en 1857. Le pape Pie IX le crée cardinal lors du consistoire du 27 septembre 1861. Sur les conseils du pape Pie IX, la reine Isabelle II d'Espagne nomme le cardinal de la Puente directeur de morale et de formation religieuse de son fils aîné,  prince des Asturies, futur  Alphonse XII d'Espagne.

## Sources
- Fiche  sur le site fiu.edu